# Claudio Parmiggiani
Claudio Parmiggiani (* 1943, Luzzara) je italský malíř a sochař.
Vystudoval u malíře Giorgia Morandiho v Bologni. Věnuje se konceptuálnímu umění a jeho díla jsou známá netradičními otisky na papír či plátno, ke kterým využívá pomíjivých materiálů jako je popel, oheň či stín. Jeho tématem je proměna v běhu času a snaží se nalézt nové způsoby záznamu změny a pohybu . Ve svých dílech propojuje více úrovní významů a hledá vazby mezi materiálním a duchovním světem .
Claudio Parmiggiani několikrát zavítal do Čech. Už od konce šedesátých let byl v častém kontaktu s Jaroslavem Šedivým, který mu umožnil završit dílo Una Scultura skulpturou Dům pod půlměsícem ve městě Sobotce.